# 세인트키츠 네비스 축구 국가대표팀
세인트키츠 네비스 축구 국가대표팀(영어: Saint Kitts and Nevis national football team)은 세인트키츠 네비스를 대표하는 축구 국가대표팀으로 세인트키츠 네비스 축구 협회에서 관리한다. 1938년 8월 18일 그레나다와의 경기를 통해 사상 첫 A매치 데뷔전을 치렀으며 현재 워너 파크를 홈 구장으로 사용하고 있다.

## 개요
세인트키츠 네비스 대표팀 선수단 가운데 대부분의 선수들은 EFL 리그 원, 잉글랜드 내셔널리그, 노던 프리미어리그 등 잉글랜드 하위 리그 및 지역 리그 그리고 USL 챔피언십 등 미국의 하부리그에서 뛰고 있으며 일부 해외파 선수 가운데는 온두라스 리가 나시오날 풋볼 프로페시오날과 몰타 프리미어리그 등 축구 중·약소국의 최상위 리그에서 활동하고 있는 선수들도 눈에 띈다.

## 국제 대회 경력

### FIFA 월드컵
2006년 FIFA 월드컵 북중미카리브 지역 예선 4경기 전승(1차 예선 2연승, 2차 예선 2연승)으로 3차 예선까지 진출하며 세인트키츠 네비스 축구 역사상 월드컵 북중미카리브 지역 예선 역대 최고 성적을 거두었다.

### CONCACAF 네이션스리그

#### 2019-20년 리그 B
2019-20년 CONCACAF 네이션스리그 예선 15위로 리그 B에 편입된 뒤 벨리즈, 프랑스령 기아나, 그레나다와 함께 A조에 배정되어 1승 2무 3패·조 최하위로 차기 시즌 리그 C 강등을 확정지었다.

#### 2022-23년 리그 C
2019-20 시즌에서의 최악의 성적으로 리그 C 강등을 확정지은 후 첫 시즌인 2022-23 시즌에서 아루바, 생마르탱과 함께 B조에 편성되어 4경기 3승 1무·조 1위로 1시즌만의 리그 B 복귀 및 2023년 CONCACAF 골드컵 예선 진출을 확정지었다.

#### 2023-24년 리그 B
1시즌만에 리그 B로 복귀한 이후 세인트루시아, 신트마르턴, 과들루프와 함께 A조에 편성되었지만 6경기 1승 1무 4패·조 최하위에 머무르며 1시즌만에 또 다시 리그 C로 재강등되었다.

### CONCACAF 골드컵
2023년 대회를 통해 월드컵과 골드컵을 통틀어 사상 첫 메이저 대회 본선 진출을 이뤄냈지만 3전 전패·A조 최하위로 조별리그에서 탈락하면서 북중미 축구의 높은 벽을 실감한 채로 대회를 마무리했다.

### 카리브컵
카리브컵에는 5번 출전하여 이 중 1997년 대회에서 준우승을 차지하면서 모든 국제 대회를 통틀어 가장 좋은 성적을 남겼고 처음으로 출전한 1993년 대회에서는 4강에 이름을 올리면서 5번의 대회 중 2번의 대회에서 4위 이상의 성적을 남겼다.

## FIFA 월드컵 (본선)
| 년도   | 결과      | 순위      | 경기      | 승        | 무*       | 패        | 득점      | 실점      | 승점      |
| ------ | --------- | --------- | --------- | --------- | --------- | --------- | --------- | --------- | --------- |
| 1930년 | 비회원국  | 비회원국  | 비회원국  | 비회원국  | 비회원국  | 비회원국  | 비회원국  | 비회원국  | 비회원국  |
| 1934년 | 비회원국  | 비회원국  | 비회원국  | 비회원국  | 비회원국  | 비회원국  | 비회원국  | 비회원국  | 비회원국  |
| 1938년 | 비회원국  | 비회원국  | 비회원국  | 비회원국  | 비회원국  | 비회원국  | 비회원국  | 비회원국  | 비회원국  |
| 1950년 | 불참      | 불참      | 불참      | 불참      | 불참      | 불참      | 불참      | 불참      | 불참      |
| 1954년 | 불참      | 불참      | 불참      | 불참      | 불참      | 불참      | 불참      | 불참      | 불참      |
| 1958년 | 불참      | 불참      | 불참      | 불참      | 불참      | 불참      | 불참      | 불참      | 불참      |
| 1962년 | 불참      | 불참      | 불참      | 불참      | 불참      | 불참      | 불참      | 불참      | 불참      |
| 1966년 | 불참      | 불참      | 불참      | 불참      | 불참      | 불참      | 불참      | 불참      | 불참      |
| 1970년 | 불참      | 불참      | 불참      | 불참      | 불참      | 불참      | 불참      | 불참      | 불참      |
| 1974년 | 불참      | 불참      | 불참      | 불참      | 불참      | 불참      | 불참      | 불참      | 불참      |
| 1978년 | 불참      | 불참      | 불참      | 불참      | 불참      | 불참      | 불참      | 불참      | 불참      |
| 1982년 | 불참      | 불참      | 불참      | 불참      | 불참      | 불참      | 불참      | 불참      | 불참      |
| 1986년 | 불참      | 불참      | 불참      | 불참      | 불참      | 불참      | 불참      | 불참      | 불참      |
| 1990년 | 불참      | 불참      | 불참      | 불참      | 불참      | 불참      | 불참      | 불참      | 불참      |
| 1994년 | 불참      | 불참      | 불참      | 불참      | 불참      | 불참      | 불참      | 불참      | 불참      |
| 1998년 | 예선 탈락 | 예선 탈락 | 예선 탈락 | 예선 탈락 | 예선 탈락 | 예선 탈락 | 예선 탈락 | 예선 탈락 | 예선 탈락 |
| 2002년 | 예선 탈락 | 예선 탈락 | 예선 탈락 | 예선 탈락 | 예선 탈락 | 예선 탈락 | 예선 탈락 | 예선 탈락 | 예선 탈락 |
| 2006년 | 예선 탈락 | 예선 탈락 | 예선 탈락 | 예선 탈락 | 예선 탈락 | 예선 탈락 | 예선 탈락 | 예선 탈락 | 예선 탈락 |
| 2010년 | 예선 탈락 | 예선 탈락 | 예선 탈락 | 예선 탈락 | 예선 탈락 | 예선 탈락 | 예선 탈락 | 예선 탈락 | 예선 탈락 |
| 2014년 | 예선 탈락 | 예선 탈락 | 예선 탈락 | 예선 탈락 | 예선 탈락 | 예선 탈락 | 예선 탈락 | 예선 탈락 | 예선 탈락 |
| 2018년 | 예선 탈락 | 예선 탈락 | 예선 탈락 | 예선 탈락 | 예선 탈락 | 예선 탈락 | 예선 탈락 | 예선 탈락 | 예선 탈락 |
| 합계   |           |           |           |           |           |           |           |           |           |

## FIFA 월드컵 (예선)
| 년도   | 경기                                        | 승                                          | 무*                                         | 패                                          | 득점                                        | 실점                                        | 승점                                        |
| ------ | ------------------------------------------- | ------------------------------------------- | ------------------------------------------- | ------------------------------------------- | ------------------------------------------- | ------------------------------------------- | ------------------------------------------- |
| 1930년 | 비회원국                                    | 비회원국                                    | 비회원국                                    | 비회원국                                    | 비회원국                                    | 비회원국                                    | 비회원국                                    |
| 1934년 | 비회원국                                    | 비회원국                                    | 비회원국                                    | 비회원국                                    | 비회원국                                    | 비회원국                                    | 비회원국                                    |
| 1938년 | 비회원국                                    | 비회원국                                    | 비회원국                                    | 비회원국                                    | 비회원국                                    | 비회원국                                    | 비회원국                                    |
| 1950년 | 불참                                        | 불참                                        | 불참                                        | 불참                                        | 불참                                        | 불참                                        | 불참                                        |
| 1954년 | 불참                                        | 불참                                        | 불참                                        | 불참                                        | 불참                                        | 불참                                        | 불참                                        |
| 1958년 | 불참                                        | 불참                                        | 불참                                        | 불참                                        | 불참                                        | 불참                                        | 불참                                        |
| 1962년 | 불참                                        | 불참                                        | 불참                                        | 불참                                        | 불참                                        | 불참                                        | 불참                                        |
| 1966년 | 불참                                        | 불참                                        | 불참                                        | 불참                                        | 불참                                        | 불참                                        | 불참                                        |
| 1970년 | 불참                                        | 불참                                        | 불참                                        | 불참                                        | 불참                                        | 불참                                        | 불참                                        |
| 1974년 | 불참                                        | 불참                                        | 불참                                        | 불참                                        | 불참                                        | 불참                                        | 불참                                        |
| 1978년 | 불참                                        | 불참                                        | 불참                                        | 불참                                        | 불참                                        | 불참                                        | 불참                                        |
| 1982년 | 불참                                        | 불참                                        | 불참                                        | 불참                                        | 불참                                        | 불참                                        | 불참                                        |
| 1986년 | 불참                                        | 불참                                        | 불참                                        | 불참                                        | 불참                                        | 불참                                        | 불참                                        |
| 1990년 | 불참                                        | 불참                                        | 불참                                        | 불참                                        | 불참                                        | 불참                                        | 불참                                        |
| 1994년 | 불참                                        | 불참                                        | 불참                                        | 불참                                        | 불참                                        | 불참                                        | 불참                                        |
| 1998년 | 4                                           | 2                                           | 2                                           | 0                                           | 8                                           | 3                                           | 8                                           |
| 2002년 | 4                                           | 2                                           | 0                                           | 2                                           | 15                                          | 3                                           | 6                                           |
| 2006년 | 10                                          | 4                                           | 0                                           | 6                                           | 18                                          | 26                                          | 12                                          |
| 2010년 | 2                                           | 0                                           | 1                                           | 1                                           | 2                                           | 4                                           | 1                                           |
| 2014년 | 6                                           | 1                                           | 4                                           | 1                                           | 6                                           | 8                                           | 7                                           |
| 2018년 | 4                                           | 2                                           | 1                                           | 1                                           | 15                                          | 10                                          | 7                                           |
| 합계   | 30                                          | 11                                          | 8                                           | 11                                          | 64                                          | 54                                          | 41                                          |
| 순위   | 월드컵 예선 승점 순위 : 133위 (북중미 18위) | 월드컵 예선 승점 순위 : 133위 (북중미 18위) | 월드컵 예선 승점 순위 : 133위 (북중미 18위) | 월드컵 예선 승점 순위 : 133위 (북중미 18위) | 월드컵 예선 승점 순위 : 133위 (북중미 18위) | 월드컵 예선 승점 순위 : 133위 (북중미 18위) | 월드컵 예선 승점 순위 : 133위 (북중미 18위) |

## CONCACAF 골드컵
- 1963년 ~ 1989년 - 불참
- 1991년 ~ 2002년 - 예선 탈락
- 2003년 - 불참
- 2005년 ~ 2021년 - 예선 탈락

## 카리브컵
- 1989년 ~ 1992년 - 예선 탈락
- 1993년 - 4위
- 1994년 ~ 1995년 - 예선 탈락
- 1996년 - 조별리그
- 1997년 - 준우승
- 1998년 - 예선 탈락
- 1999년 ~ 2001년 - 조별리그
- 2005년 ~ 2017년 - 예선 탈락

## 주요 선수
- 스라이즌 리더
- 제러드 윌리엄스
- 드본 엘리엇
- 타이션 핸리
- 줄러니 아치볼드